# Munarheim
Munarheim ist eine deutsche Metal-Band aus Coburg. Die Gruppe selbst bezeichnet ihre Musik als Black Symphonic Folk Metal.

## Geschichte
Die Band wurde 2007 von Pascal Pfannenschmidt, Sebastian Braun, Marco Lamb und Matthias Zapf gegründet. Dazu stießen Mitglieder der ehemaligen Extreme-Metal-Band Obscura Religio. Mit Auftritten auf Festivals, wie dem Dark Troll Festival, wurde die Band bekannt. Wie bereits der Vorgänger, erhielt auch das Album Stolzes Wesen Mensch überwiegend positive Rezensionen. Unter anderem vergab Metal.de 10/10 Punkte und auch das Musikmagazin Legacy wertete mit 15 Punkten. Pohl, Witter und Mehringer sind des Weiteren in der Band Kosmopyria aktiv, die sie 2014 als Nachfolgeprojekt von Obscura Religio mitbegründeten.

## Stil
Die Musik ist geprägt von einem Wechsel zwischen gutturalem und Klargesang mit zahlreichen orchestralen Parts sowie Folk-Elementen. Häufig wechseln sich schnelle, Blackmetal-artige Parts mit ruhigeren Passagen ab. 

## Diskografie
- 2008: Märe vom Abgesang der Welt (Demo, CD, Eigenvertrieb)
- 2009: ...Und der Wind sang (EP, CD, Eigenvertrieb; Wiederveröffentlichung via Düsterwald Produktion)
- 2013: Liberté (EP, CD, Eigenvertrieb)
- 2014: Nacht und Stürme werden Licht (Album, CD/CD+BD/13xALAC, Eigenvertrieb)
- 2015: Stolzes Wesen Mensch (Album, CD/3xCD/10xFLAC, Eigenvertrieb)
- 2016: Herbst (Single, MP3, Eigenvertrieb)
- 2019: Willens & frei (Album, LP/2xCD/10xFLAC; Eigenvertrieb)
- 2024: Heimkehr (Album, LP/CD; Eigenvertrieb)

 Beiträge auf Kompilationen: 
- 2009: In Autumnal Fog - Chapter II: Wandering Through Forlorn Landscapes (Lied Herbst)
- 2013: Legacy 01/13 (Lied Liberté)

## Musikvideos
- 2013: Liberté (Regie: Sebastian Braun)
- 2014: Terra Enigma (Regie: Sebastian Braun)
- 2016: Herbst (Regie: Sebastian Braun)
- 2019: Dein ist der Tag (Regie: Helge Pohl)
- 2019: Vergebung mit Robert Dahn (Regie: Helge Pohl)
- 2024: Sei du das Licht (Regie: Helge Pohl)
- 2024: ...und der Wind sang (Regie: Helge Pohl)